# Johan Adolf Pengel

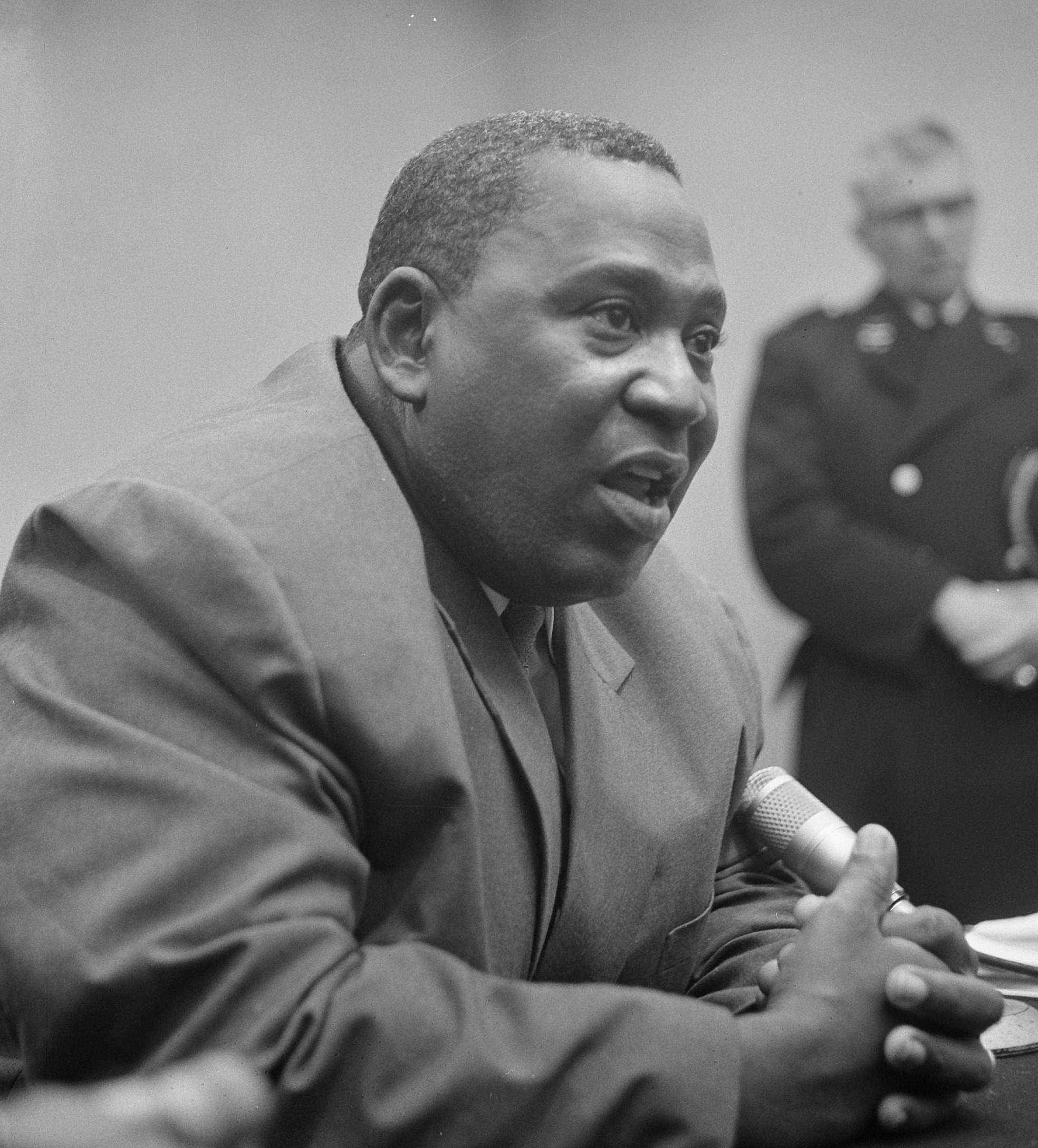
Johan Adolf Pengel (1963)

Johan Adolf Pengel, genannt Jopie (* 20. Januar 1916 in Paramaribo, Suriname; † 5. Juni 1970 ebenda), war ein surinamischer Politiker und Premier.

## Leben
Pengel wurde als Sohn eines Lehrers geboren. Er war Afro-Surinamer und die Familie Pengel stammte von der Holzplantage La Prosperitè (Bersaba) im Distrikt Para. Er besuchte die Realschule der Evangelischen Broedergemeente und arbeitete nach seinem Schulabschluss in der Kanzlei des Gerichtshofes in Paramaribo.

### Politik
Im Jahre 1949 wurde er für die Nationale Partij Suriname (NPS) ins Parlament (Staten van Suriname) gewählt. Als Gründer des Surinamischen Arbeitnehmerbundes und als Fraktionsführer, ab 1962 auch als Vorsitzender der NPS, entwickelte sich Pengel zu einem der einflussreichsten Politiker Surinames.
Von 1963 bis 1969 war Pengel Premier von Suriname.
Er war der erste surinamische Politiker der selbstbewusst und fordernd gegenüber der Kolonialverwaltung auftrat und damit vielen Surinamern ein Gefühl von Gleichwertigkeit gab. 
Die blutigen Rassenunruhen im Nachbarland Guyana vor Augen, führte er zusammen mit Jagernath Lachmon, dem Vorsitzenden der größten hindustanischen Partei, Vooruitstrevende Hervormings Partij (VHP) die sogenannte Verbrüderungspolitik zwischen den beiden größten Volksgruppen, den Kreolen und Hindustanen.
Pengel starb im Alter von 54 Jahren in Paramaribo an Blutvergiftung.

## Ehrungen

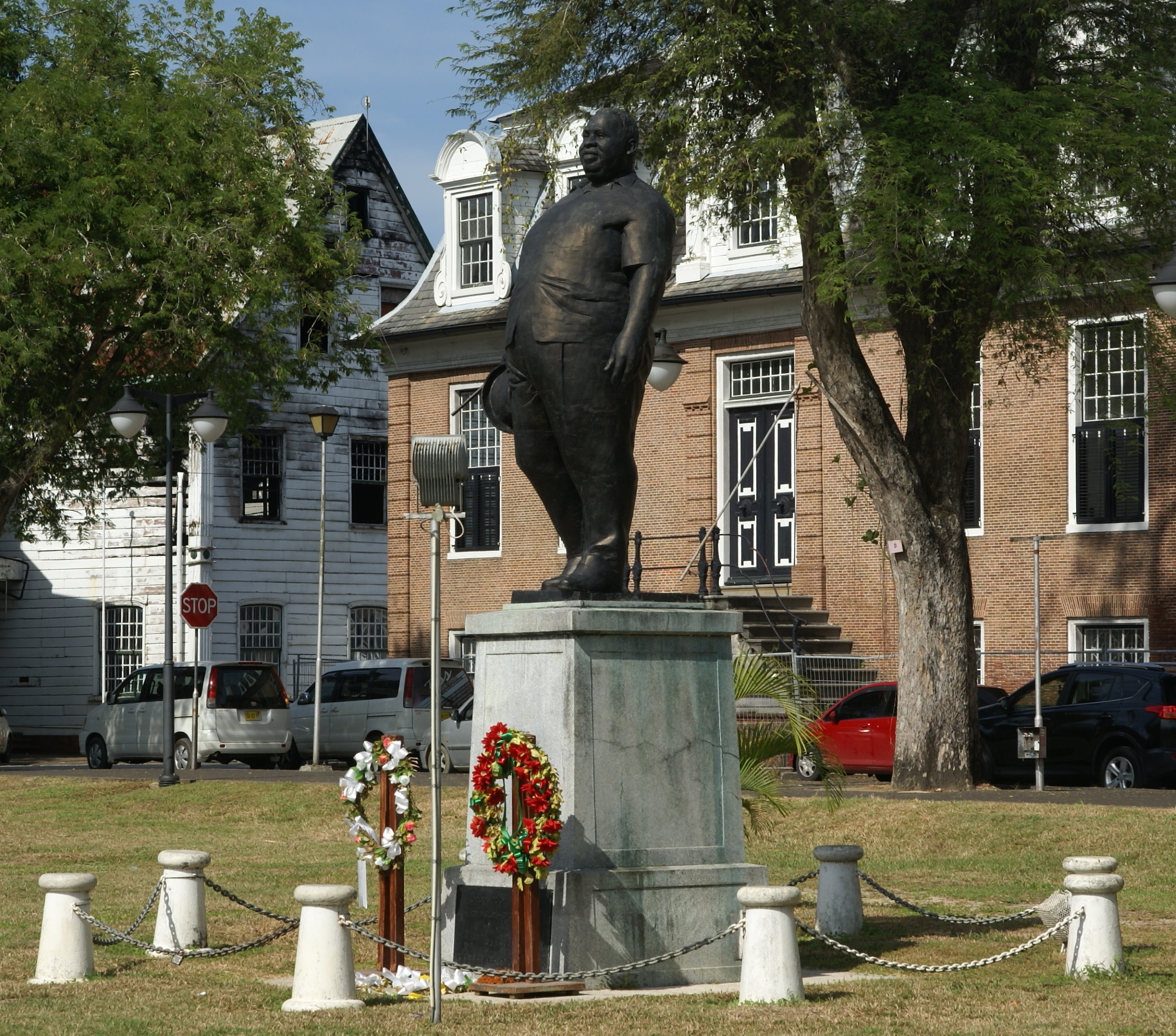
Standbild von Johan Adolf Pengel auf dem Unabhängigkeitsplatz in Paramaribo

Der Internationale Flughafen von Suriname (Zanderij) ist zu seinen Ehren in Johan Adolf Pengel International Airport  benannt. Im Jahre 1974 wurde auf dem Unabhängigkeitsplatz im Herzen von Paramaribo ein Standbild von Pengel enthüllt. Es wurde im Auftrag der surinamischen Regierung durch den Bildhauer Stuart Robles de Medina angefertigt.